# Список керівників держав 1182 року
Список керівників держав 1182 року — це перелік правителів країн світу 1182 року
Список керівників держав 1181 року — 1182 рік — Список керівників держав 1183 року — Список керівників держав за роками

## Європа
- Англійське королівство — Генріх II Плантагенет,  король (1154 — 1189
- Боснійський банат —  Кулин,  бан (1180 — 1204)
- Угорське королівство — Бела III,  король (1172 — 1196)
- Венеційська республіка — Оріо Мастропьетро,  дож (1178 — 1192)
- Візантійська імперія — Олексій II Комнін,  імператор (1180 — 1183)
- Данське королівство
  - Вальдемар I Великий,  король (1157 — 1182)
  - Кнуд VI,  король (1182 — 1202)
- Ірландське королівство — Руайдрі Уа Конхобайр,  верховний король (1166 — 1183)
  - айлех — Маел Сехнайлл мак Муйрхертах мак Лохлайнн,  король (1177 — 1185)
  - Десмонд — Діармайт Мор Маккарті,  король (1143 — 1175, 1176 — 1185)
  - Коннахт — Руайдрі Уа Конхобайр,  король (1156 — 1183)
  -  Ольстер — Руайдрі мак Кон Улад мак Дуїно Слейбе,  король (1172 — 1201)
  - Томонд —  Домналл Мор мак Тойрделбайг,  король ( 1168 — 1194)
- Іспанія
  - Ампуріас —  Понс III,  граф (бл. 1173 — бл. 1200)
  - Арагонське королівство — Альфонсо II,  король (1164 — 1196)
  - Кастильське королівство — Альфонсо VIII,  король (1158 — 1214)
  - Леонське королівство —  Фердинанд II,  король  (1157 — 1188)
  - Майоркська тайфа —  Ісхак,  емір (1156 — 1183)
  - Наваррське королівство —  Санчо VI,  король (1150 — [[]])
  - Паляс Верхній
    -  Арту (Артальдо) IV,  граф (бл. 1167 — бл. 1182)
    -  Бернат (Бернардо) III,  граф (бл. 1182 — бл. 1199)

  -  Паляс Нижній
    -  Валенсія,  графиня (1177 — 1182)
    -  Дульсе,  графиня (1182 — 1192)

  - Прованське графство — Санчо, граф (1181 — 1185)
  - Урхельське графство —  Ерменгол VII,  граф (1154 — 1184)
- Норвезьке королівство —  Магнус V,  король (1161 — 1184)
- Королівство Островів
  -  Дугал,  король Островів і Аргайла (1164 — бл. 1200)
  -  Ангус,  король Островів і Гарморана (1164 — 1210)
  -  Ранальд,  король Островів і Кінтайр (1164 — 1209)
  -  Годред II,  король Островів і Мена (1164 — 1187)
- Папська держава — Луцій III,  Папа Римський (1181 — 1185)
- Польща
  - Краківське князівство —  Казимир II Справедливий,  князь (1177 — 1194)
  - Великопольське князівство —  Мешко Старий,  князь (1138 — 1179, 1181 — 1202)
  - Сандомирське князівство —  Казимир II Справедливий,  князь (1173 — 1194)
  - Силезькі князівства
    - Нижня Сілезія — Болеслав I Довготелесий,  князь (1173 — 1201)
    - Раціборжское князівство — Мешко I Плясоногій,  князь (1173 — 1211)

  -  Мазовецьке князівство —  Лешек,  князь (1173 — 1186)
- Померанське герцогство — Богуслав I, герцог (1180 — 1187)
- Поморське князівство — Самбір I,  князь (1177 — 1205)
- Португальське королівство — Афонсу I Великий,  король (1139 — 1185)
- Русь (Київська) —  Святослав Всеволодович,  великий князь Київський (1173, 1176 — 1180, 1181 — 1194)
  - Білгородське князівство —  Рюрик Ростиславич,  князь (1171 — 1189)
  - Володимиро-Суздальське князівство — Всеволод Велике Гніздо,  великий князь Володимирський (1176 — 1212)
  - Волинське князівство — Роман Мстиславич,  князь (1170 — 1188, 1188 — 1199)
  - Галицьке князівство —  Ярослав Володимирович Осмомисл,  князь (1153 — 1187)
  - Городенське князівство — Мстислав Всеволодович,  князь (1170 — бл. 1183)
  - Курське князівство — Всеволод Святославич,  князь (1164 — 1196)
  - Луцьке князівство — Інгвар Ярославич,  князь (1180 — 1220)
  - Муромське князівство —  Володимир Юрійович,  князь (1174 — 1203)
  - Новгород-Сіверське князівство — Ігор Святославич,  князь ( 1180 —  1198 )
  -  Новгородське князівство —  Ярослав Володимирович,  князь (1182 — 1184, 1187 — 1196, 1197 — 1199)
  - Овруцьке князівство —  Рюрик Ростиславич,  князь (1168 — 1194)
  - Переяславське князівство — Володимир Глібович,  князь (1169 — 1187)
  - Полоцьке князівство —  Борис Давидович,  князь (1180 — бл. 1186)
    - Вітебське князівство — Всеслав Василькович,  князь (1132 — 1162, 1175 — 1178, бл. 1181 — 1186)

  - Псковське князівство — Мстислав Романович Старий,  князь (1178 — 1195)
  -  Рязанське князівство —  Роман Глібович,  князь (1180 — 1207)
    - Пронське князівство —  Володимир Глібович,  князь (1180 — бл. 1185)

  - Смоленське князівство — Давид Ростиславич,  князь (1180 — 1197)
  - Турівське князівство —  Іван Юрійович,  князь (1167 — 1190, 1195 — 1207)
  - Чернігівське князівство —  Ярослав Всеволодович,  князь (1180 — 1198)
- Священна Римська імперія — Фрідріх I Барбаросса,  імператор Священної Римської імперії, король Німеччини (1155 — 1190)
  - Австрійське герцогство —  Леопольд V,  герцог (1177 — 1194)
  - Ангальтське князівство —  Бернхард I,  граф (1170 — 1212)
  - Баварське герцогство —  Оттон I,  герцог (1180 — 1183)
  - Баденське маркграфство —  Герман IV,  маркграф (1160 — 1190)
  - Барське герцогство —  Генріх I,  граф (1170 — 1190)
  - Берзьке графство —  Енгельберт I,  граф (1160  — 1189)
  - Бранденбурзьке маркграфство —  Оттон I,  маркграф (1170 — 1184)
  - Веймар-Орламюнде —  Зігфрід III,  граф (1176 — 1206)
  - Верхня Лотарингія —  Симон II,  герцог (1176 — 1205)
  - Вестфалія — Філіп I фон Хайнсберг,  герцог (архієпископ Кельна) (1180 — 1191)
  - Вюртемберзьке графство
    -  Гартман,  граф (1181  — бл. 1240)
    -  Людвіг III,  граф (1181 — бл. 1241)

  - Гельдернське графство
    -  Генріх I,  граф (1131 — 1182)
    -  Оттон I,  граф (1182 — 1207)

  - Голландське графство — Флоріс III,  граф (1157 — 1190)
  - Гольштейнське графство —  Адольф III,  граф (1164 — 1203)
  - Каринтійське герцогство —  Ульріх II,  герцог (1181 — 1201)
  - Клевське графство —  Дітріх III,  граф ( 1172 — 1198)
  - Лімбурзьке герцогство —  Генріх III,  герцог ( 1167 — 1221)
  - Левенське графство —  Готфрід III Сміливий,  граф ( 1142  — 1190)
  - Лужицька (Саксонська Східна) марка —  Дітріх II,  маркграф (1156 — 1185)
  - Люксембурзьке графство —  Генріх IV Сліпий,  граф (1136 — 1196)
  - Майсенськая марка — Оттон II Багатий,  маркграф (1156 — 1190)
  - Мекленбург — Генріх Борвін I,  князь (1178 — 1227)
  - Мерані —  Бертольд IV,  герцог (1180 — 1204)
  - Монбельяр —  Амадей,  граф (1163  — 1195)
  - Монферратське маркграфство —  Вільгельм V Старий,  маркграф (бл. 1136 — 1191)
  - Намюрське графство —  Генріх I (Генріх IV Люксембурзький),  граф ( 1139 —  1189)
  - Нассауське графство —  Вальрам I,  граф ( 1154 —  1198)
  - Нижня Лотарингія —  Готфрід VII,  герцог ( 1142 — 1190)
  - Ольденбурзьке графство —  Моріц I,  граф (1167 — 1209)
  - Рейнський Пфальц —  Конрад,  пфальцграф (1156 — 1195)
  - Саарбрюкен
    - Симон I,  граф (1135 — 1182)
    - Симон II,  граф (1182 — 1207)

  - Савойське графство —  Гумберт III,  граф (1148 — 1189)
  - Саксонське герцогство —  Бернхард III,  герцог ( 1180 —  1212)
  - Салуццький маркізат —  Манфред II,  маркграф ( 1175 —  1215)
  - Сполетське герцогство —  Райделульф,  герцог ( 1173 —  1183)
  - Тірольське графство —  Генріх I,  граф (1180 — 1190)
  - Тюринзьке ландграфство —  Людвіг III Благочестивий,  ландграф (1172 — 1190)
  - Церінг —  Бертольд IV,  герцог ( 1152 — 1186)
  - Чеське князівство —  Фрідріх (Бедржих),  князь ( 1172 —  1173,  1178 —  1189)
    - Моравська марка —  Конрад Ота,  маркграф ( 1182 —  1189)
      - Брненським князівство —  Конрад III Ота,  князь (1177 — 1189)
      - Зноемское князівство —  Конрад III Ота,  князь (бл. 1161 — 1191)
      - Оломоуцьке князівство
        -  Пржемисл Отакар,  князь (1179 — 1182)
        -  Конрад Ота,  князь (1182 — 1189)

  - Швабське герцогство —  Фрідріх VI,  герцог (1170 — 1191)
  - Шверін —  Гунцелін I,  граф (бл. 1167 — 1185)
  - Штирійське герцогство —  Отакар IV,  герцог (1180 — 1192)
  - Еноське графство —  Бодуен V,  граф (1171 — 1195)
  - Шалон — Гильом II, граф (1166 — 1192)
  - Шампанське графство — Генрих II, граф (1181 — 1197)
  -  Юліх —  Вільгельм II,  граф (1176 — 1207)
- Сербія&
  - Дукля — Михайло III Воїслав,  жупан (1162 — 1186)
  - Рашка — Стефан I Неманя,  великий жупан (1166 — 1196)
- Сицилійське королівство — Вільгельм II Добрий,  король (1166 — 1189)
  - Таранто — Вільгельм II Добрий,  князь (1157 — 1189)
- Уельс
  - Гвінед
    - Давид I ап Оуайн,  принц ( 1170 —  1194)
    - Родрі II ап Оуайн,  принц ( 1170 —  1195)

  - Дехейбарт — Рис ап Гріфід,  король (1155 — 1197)
  - Поуїс Вадог — Гріфід Майлор,  король (1160 — 1191н)
  - Поуїс Венвінвін — Оуайн Ківейліог,  король (1160 — 1195)
- Франція — Філіп II Август,  король (1180 — 1223)
  - Аквітанія —  Алієнор,  герцогиня (1137 — 1204)
    -  Арманьяк —  Бернар IV,  граф (1160 — 1193)

  - Ангулем  —  Гійом VII,  граф (1181 — 1186)
  - Анжу — Генріх II Плантагенет,  граф (1151 — 1189)
  - Блуа —  Тібо V,  граф (1152 —  1191)
  - Бретань  —  Констанція,  герцогиня ( 1166  —  1196)
    - Нант — Генріх II Плантагенет,  граф ( 1158 —  1185)
    - Ренн —  Констанція,  графиня (1166 — 1196)

  - Булонь — Іда Булонська, графиня (1173 — 1216)
  - Бургундія (герцогство) —  Гуго III,  герцог (1162 — 1192)
  - Бургундія (графство) —  Беатріс I,  пфальцграфіня ( 1148 —  1184)
  - Вермандуа — Філіп Ельзаський,  граф (1167 — 1191)
  - Макон —  Жероен I,  граф (1155 — 1184)
  - Невер —  Агнес I,  графиня ( 1181 — 1193)
  - Нормандія — Генріх II Плантагенет,  герцог (1150 — 1189)
  - Овернь
    -  Гійом VIII,  граф (1155 — 1182)
    -  Роберт IV,  граф (1182 — 1194)

  - Прованс —  Раймунд V Тулузький,  маркіз (1148 — 1194)
  - Тулуза —  Раймонд V,  граф (1148 — 1194)
  - Фландрія — Філіп Ельзаський,  граф (1168 —  1191)
  - Фуа —  Роже Бернар I,  граф (1148 — 1188)
  - Шалон —  Гійом II,  граф (1166 — 1192)
  - Шампань —  Генріх II,  граф (1181 — 1197)
- Швеція — Кнут I Ерікссон,  король (1167 — 1196)
- Шотландія — Вільгельм I Лев,  король (1165 — 1214)

## Азія
- Аббасидський халіфат — Ахмад ан-Насір Лідініллах,  халіф (1180 — 1225 роки)
- Аюбіди
  - Туран-шах I ібн Айюб,  емір Ємену (1174–1182)
  - Тухтакін ібн Айюб,  емір Ємену (1182–1197)
  - Аль-Музаффар Умар,  емір Хами (1179–1191)
  - Мухаммад ібн Шіркух,  емір Хомса (1179–1186)
- Анатолійські бейлики
  - Артукіди
    - Мухаммад ібн Кара-Арслан,  емір (хісна Кайф) (1167–1185)
    -  Іль-Газі II Кутб,  емір (Мардін) (1176  — 1184)

  - Іналогуллари —  Махмуд,  емір (1142–1183)
  - Менгджуки (Менгучегіди) — Фахр ад-дін Бахрам-шах,  бий (1155–1218)
  - Салтукіди — Насир ад-дін Мухаммад,  емір (1168–1191)
  - Шах-Арменіди — Сукман II Насир ад-дін,  емір (1128–1185)
- Антіохійське князівство —  Боемунд III,  князь (1163–1201)
- Східно-Караханидське ханство
  - Юсуф II Тамгач-хан,  хан (в Кашгарі) (1180–1205)
  - Ахмад Кадир-хан,  хан (в Узкенді) (1178–1210)
- Газневідська держава —  Хосров Малик,  султан (1160–1186)
- Грузинське царство — Георгій III,  цар (1156–1184)
- Гуріди —  Гійас уд-Дін,  султан (1163–1202)
  -  Шамс уд-Дін,  малик (в Бамійане) (1163–1192)
- Дайвьет — Лі Као Тонг,  імператор (1175–1210)
- Далі (Дачжун) — Дуань Чжисінь,  король (11711 — 1200)
- Західно-Караханидське ханство — Ібрахім III Богра-хан,  хан (1178–1201)
- Єрусалимське королівство — Балдуїн IV,  король (1174–1185)
- Ільдегізіди — Мухаммед Джахан Пехлеван,  великий Атабеков (1175–1186)
- Індія
  - Венадо — Віра Удайя Мартанда Варма,  махараджа (1173–1192)
  - Східні Ганги — Анангабхіма Діва II,  цар (1178–1198)
  - Західні Чалукья — Джагадекамалла III,  махараджа ( 1164 —  1183)
  - Каката — Пратарапудра I,  раджа ( 1158 —  1195)
  - Калачурі — Ахавамалла,  раджа (1180–1183)
  - Качар — Охаки,  цар (бл. 1180 — бл. 1210)
  - Пандья — Віккірама,  раджа (1180–1190)
  - Парамара — Віндхьяварман,  махараджа (1160–1193)
  -  Сена — Лакшманасена,  раджа (1179–1206)
  - Соланка — Бхімадева II Бхола,  раджа (1178 — 1242)
  - Держава Хойсалів — Віра Баллаладева II,  перманаді (1173 — 1187)
  - Чандела — Парамарді,  раджа (1165 — 1203)
  - Чола — Кулоттунга Чола III,  махараджа (1178 — 1218)
  -  Ядав (Сеунадеша) — Бхіллама V,  махараджа (1173 — 1192)
- Іран
  - Баванди —  Ардашир I,  іспахбад (1173 — 1205)
  - Хазараспіди — Абу Тахір ібн Мухаммад,  Атабеков (1148 — 1203)
- Кедах — мадзу Шах,  султан (1179 — 1201)
- Кілікійське царство — Рубен III,  князь (1175 — 1187)
- Китай
  - Династія Сун —  Сяо-цзун (Чжао Шень),  імператор (1162 — 1189)
  - Західна Ся —  Жень-цзун (Лі Женьсян),  імператор (1139 — 1193)
  -  Каракитай (Західне Ляо) — Елюй Чжулху,  гурхан (1177 — 1213)
  -  Цзінь —  Ваньянь Улу (Ши-цзун),  імператор (1161 — 1189)
- Кхмерська імперія (Камбуджадеша) — Джаяварман VII,  імператор (1178 — 1218)
- Конійський (Румський) султанат — Килич-Арслан II,  султан (1156 — 1192)
- Корея (Корьо) —  Мьонджон,  ван (1170 — 1197)
- Лемро — Місутін,  цар (1180 — 1191)
- Мальдіви —  Муті,  султан (1166 — 1185)
- Паган — Сіту II,  цар (1174 — 1211 )
- Полоннарува — Паракрамабаху I,  цар (1153 — 1186)
- Сельджуцька імперія
  - Іракський султанат —  Торгул III,  султан (1176 — 1194)
  - Керманський султанат —  Туран-шах II,  султан (1176 — 1183)
  - Імад ад-Дін Зенги II,  Атабеков Алеппо (1181 — 1183)
  -  Ізз ад-Дін Масуд I,  емір Мосула (1180 — 1193)
- Сунда — Гуру Дармасікса,  махараджа (1175 — 1297)
- Триполійське графство —  Раймунд III,  граф (1152 — 1187)
- Чампа — Джая Індраварман IV,  князь (1167  — 1190)
- Держава Хорезмшахів — Ала ад-Дін Текіш,  хорезмшах (1172 — 1200)
- Ширван — Ахсітан I,  Шірваншах (1160 — 1197)
- Японія —  Антоку,  імператор (1180 — 1185)

## Африка
- Аюбіди — Салах ад-Дін, султан Єгипту і Сирії (1174 — 1193)
- Альмохади — Абу Юсуф Якуб, халіф (1163 — 1184)
- Бенінське царство — Евека I, обидва (1180 — 1246)
- Гана — Диара, цар (1180 — 1202)
- Гао — Йасабой, дья (близько 1170 — близько 1190)
- Канем — Бикуру, маі (1176 — 1193)
- Кілва — Сулейман ібн аль-Хасан ібн Давуд, султан (1170 — 1189)
- Нрі — Буифе, езе (1159 — 1259)
- Ефіопія — Наакуето Лааб, імператор (1159 — 1207)

## Правителі

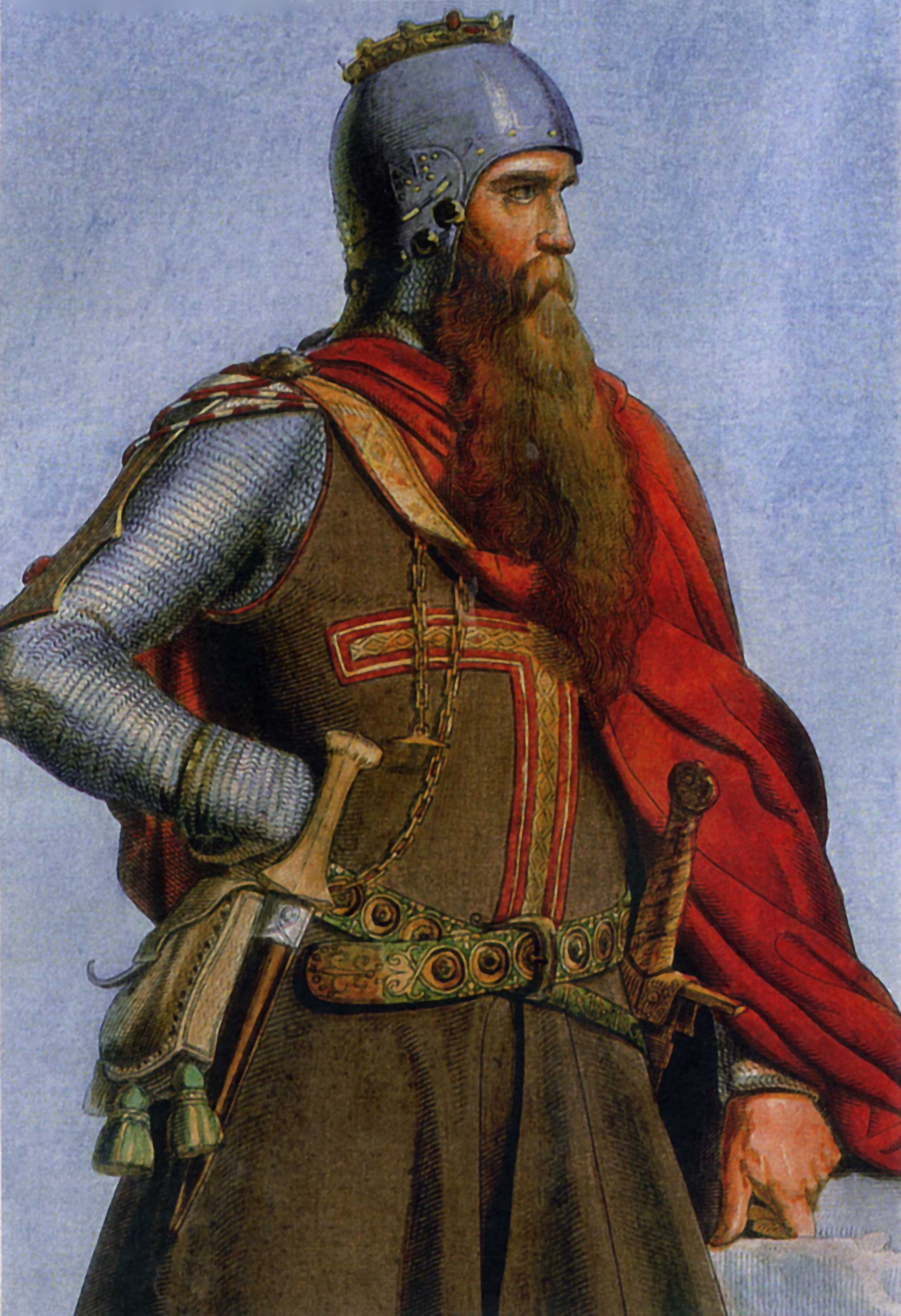
Фридрих I Барбаросса  1155-1190  Імператор Священної Римської імперії
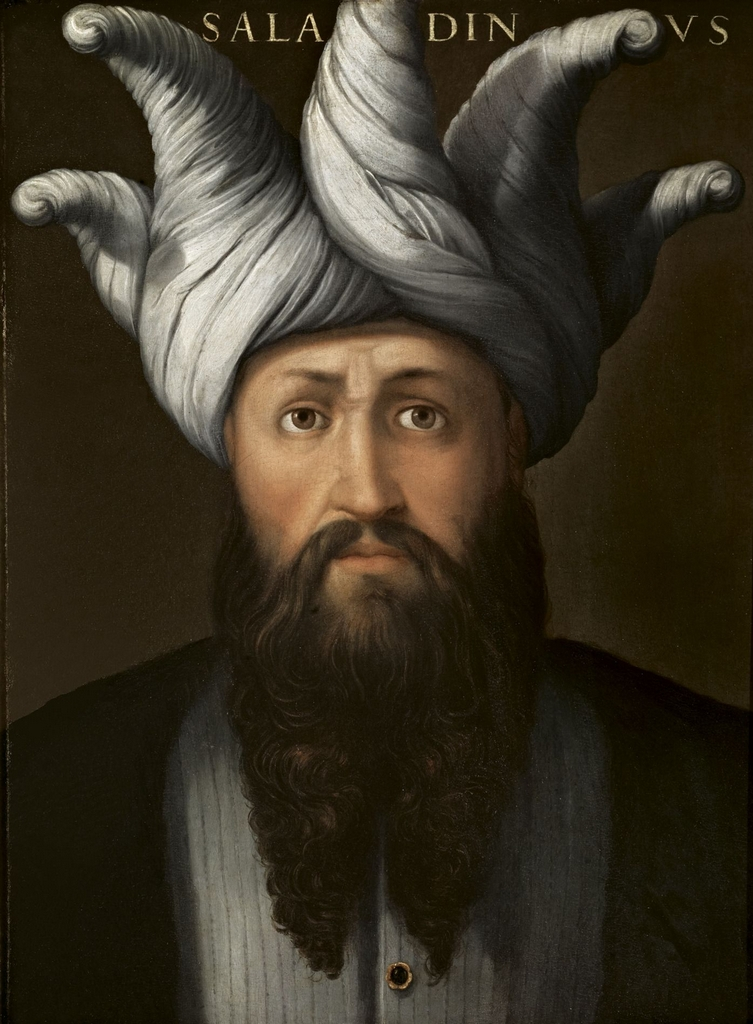
Салах ад-Дін  1174-1193  Султан Єгипту та Сирії
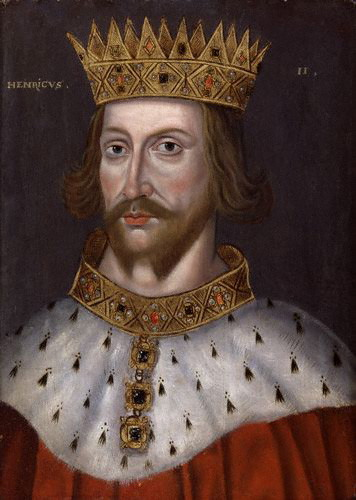
Генріх II Плантагенет  1154-1189  Король Англії
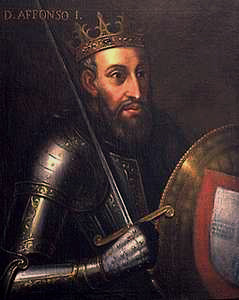
Афонсу I Великий  1139-1185  Король Португалії
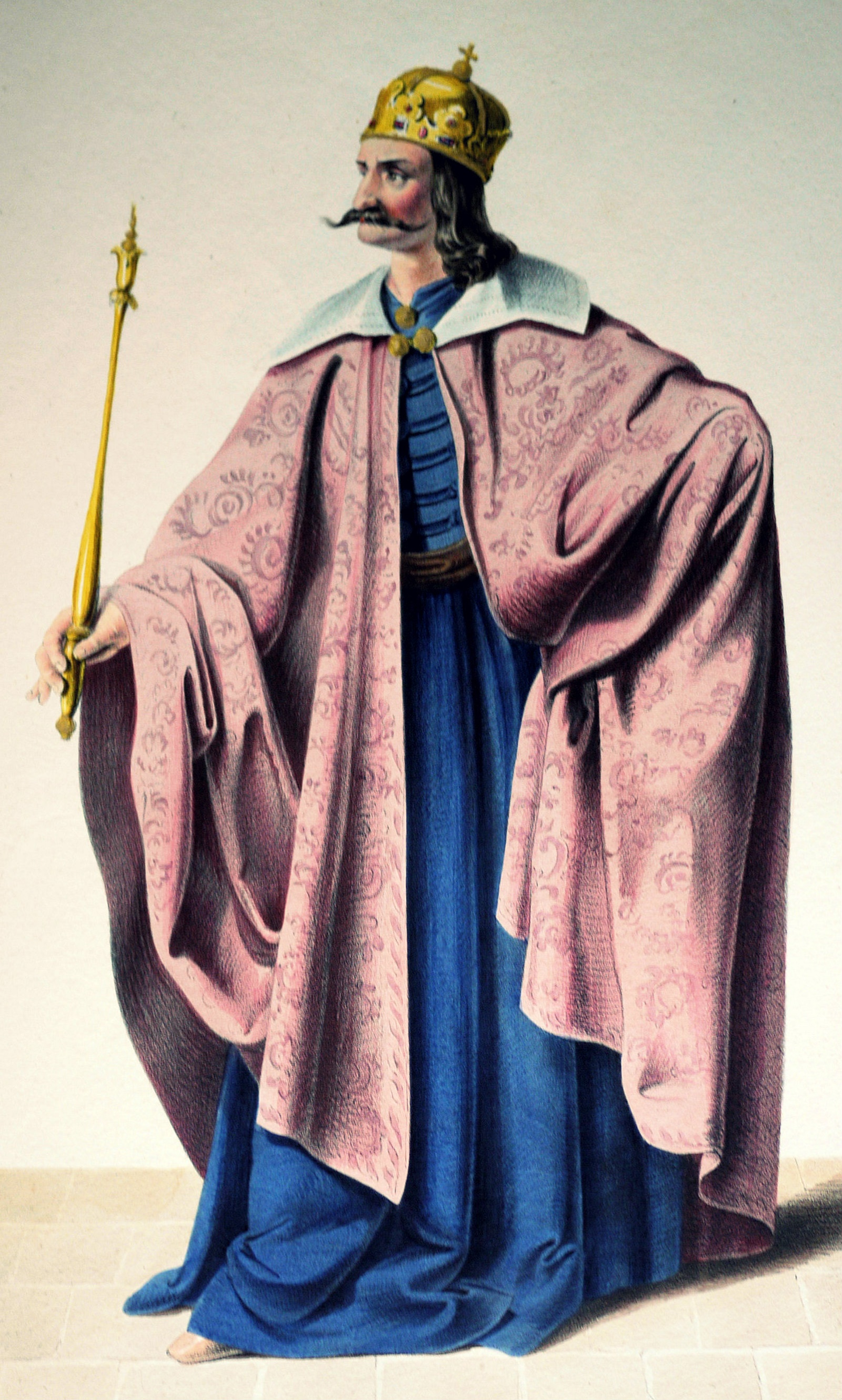
Бела III  1172-1196  Король Угорщини
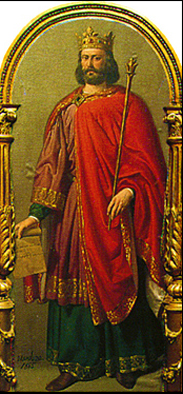
Санчо VI Мудрий  1150-1194  Король Наварри
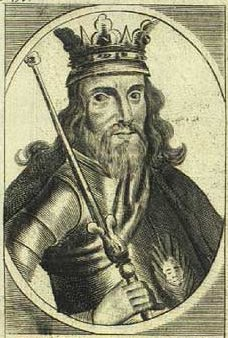
Вальдемар I Великий  1157-1182  Король Данії
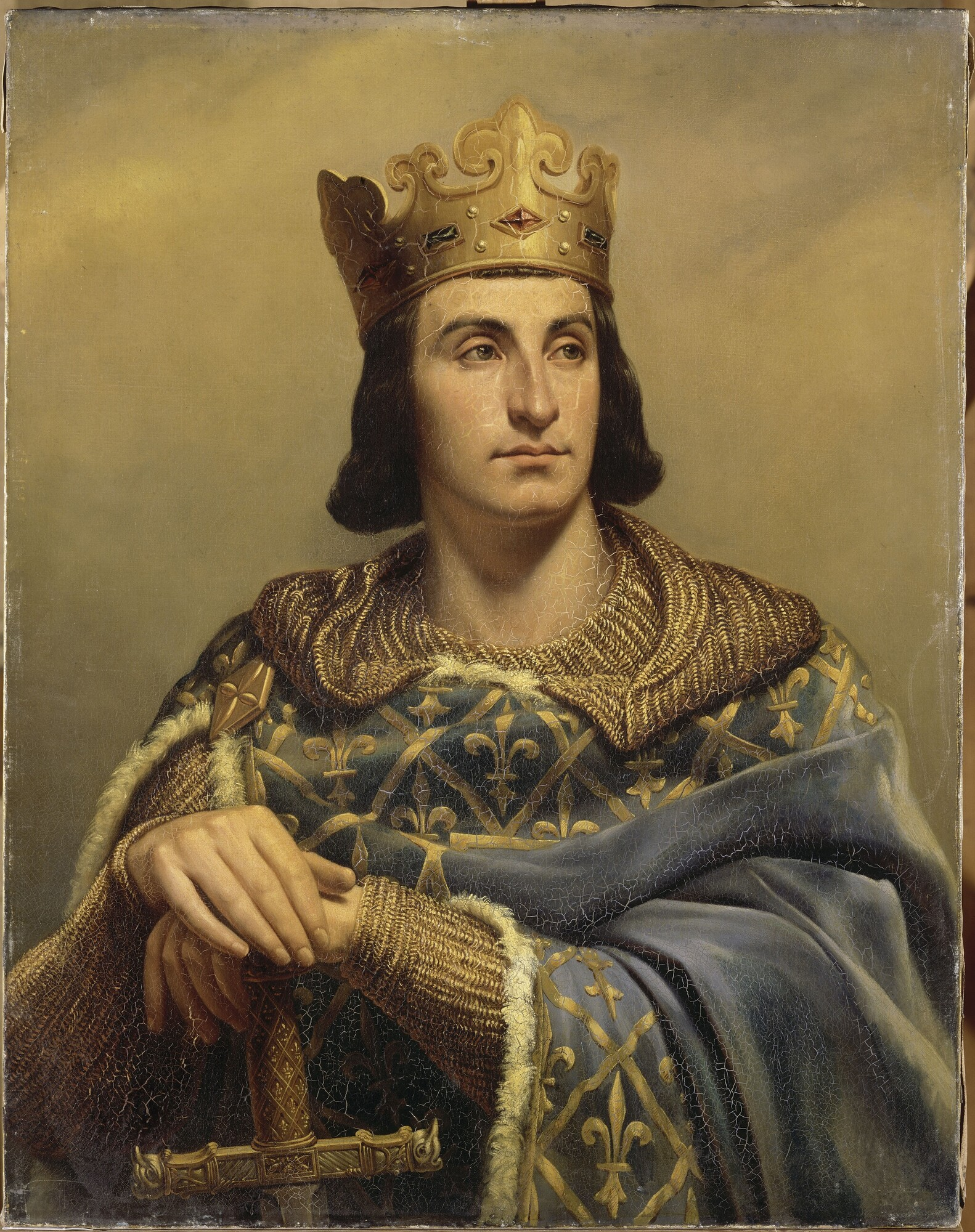
Філіп II Август   1180-1223  Король Франції
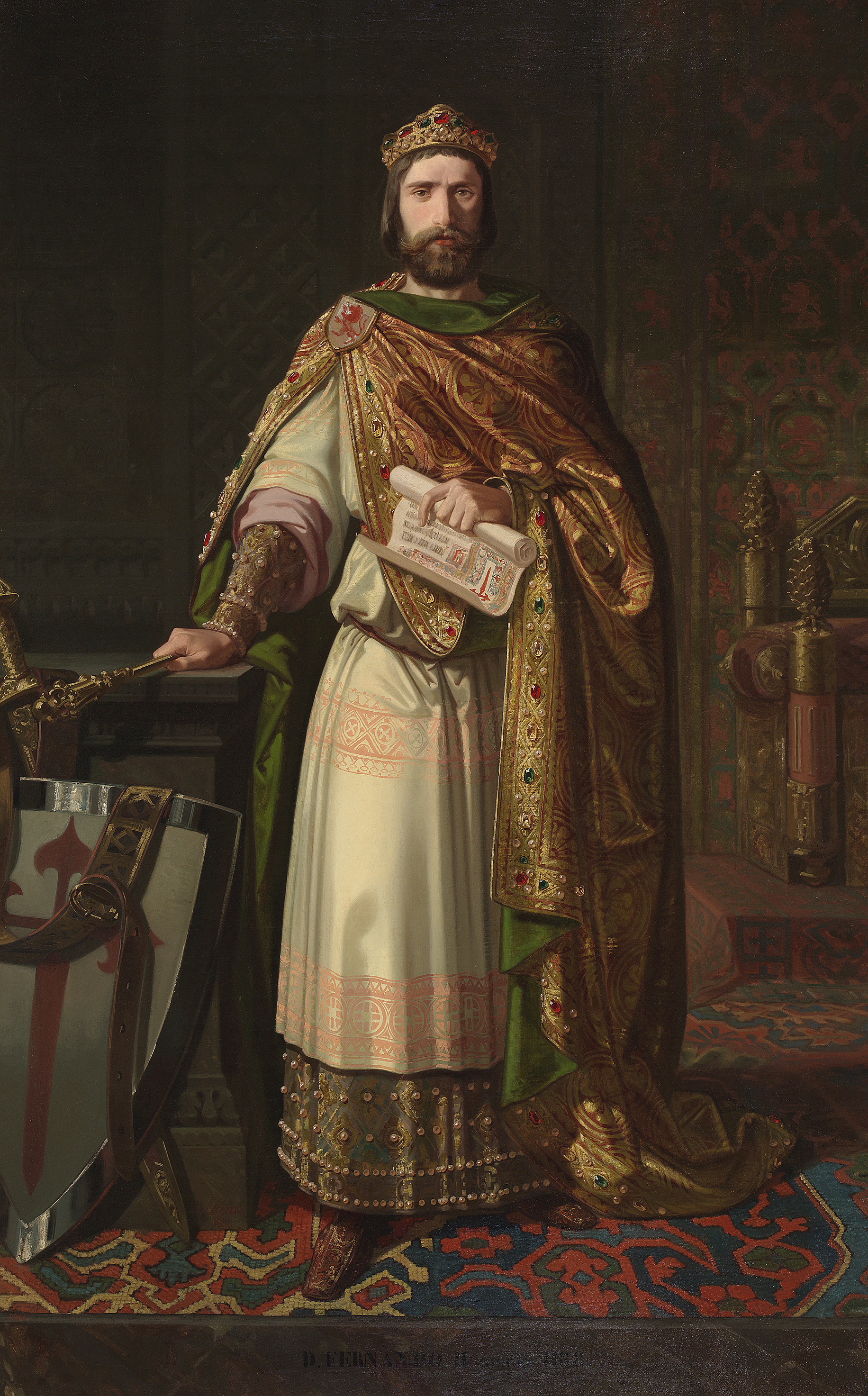
Фердинанд II   1157-1188  Король Леону
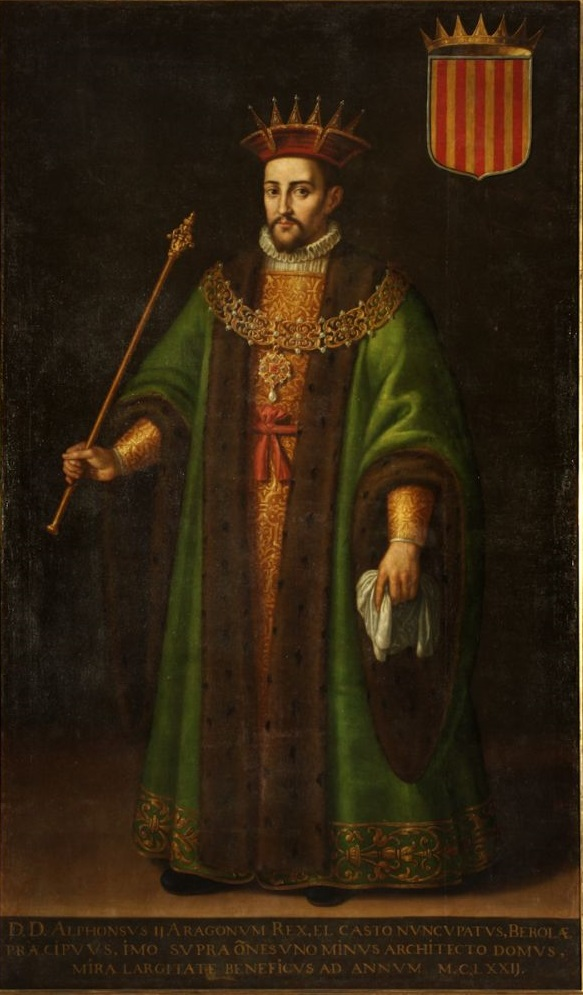
Альфонсо II Целомудрений  1164-1196  Король Арагону
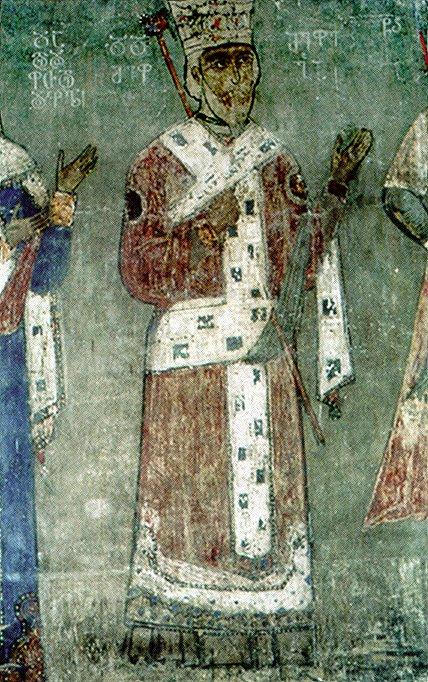
Георгій III  1156-1184  Цар Грузії
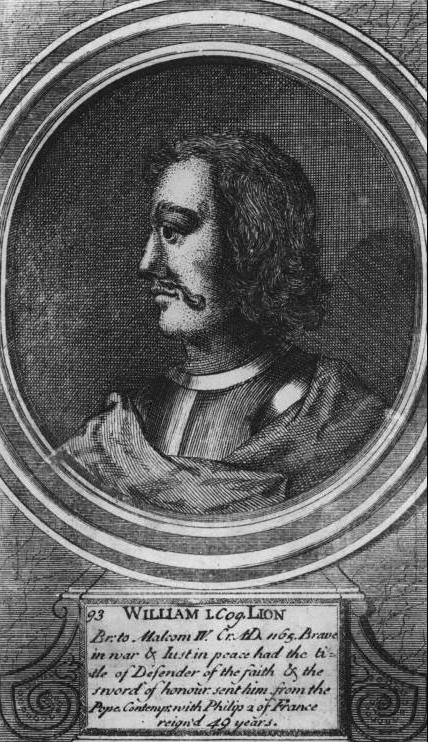
Вільгельм I Лев  1165-1214  Король Шотландії
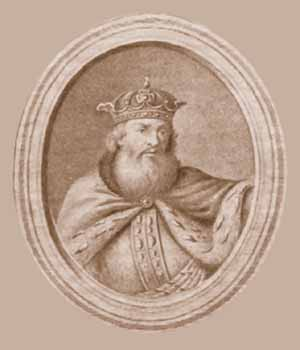
Святослав Всеволодович  1176-1180, 1181-1194  Великий князь Київський
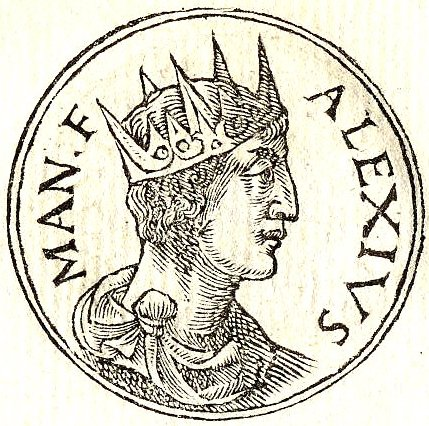
Алексій II Комнін  1180-1183  Імператор Візантії
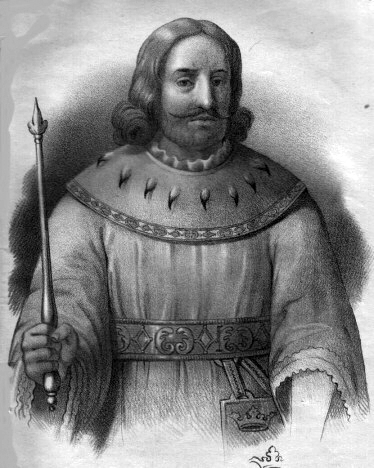
Кнут I Ерікссон  1167-1196  Король Швеції
Сяо-цзун  1162-1189  Імператор Китаю
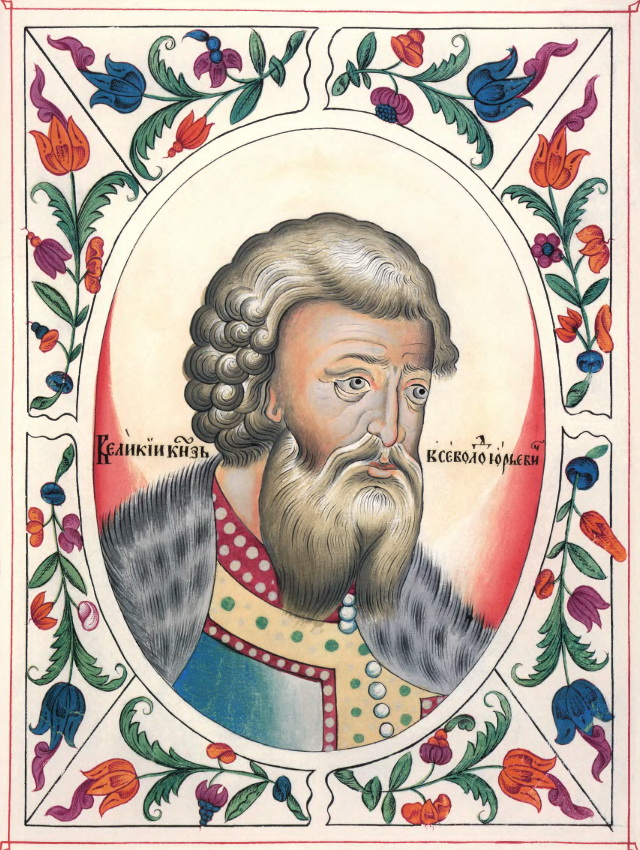
Всеволод Юрійович Велике Гніздо   1176-1212  Великий князь Владимирський
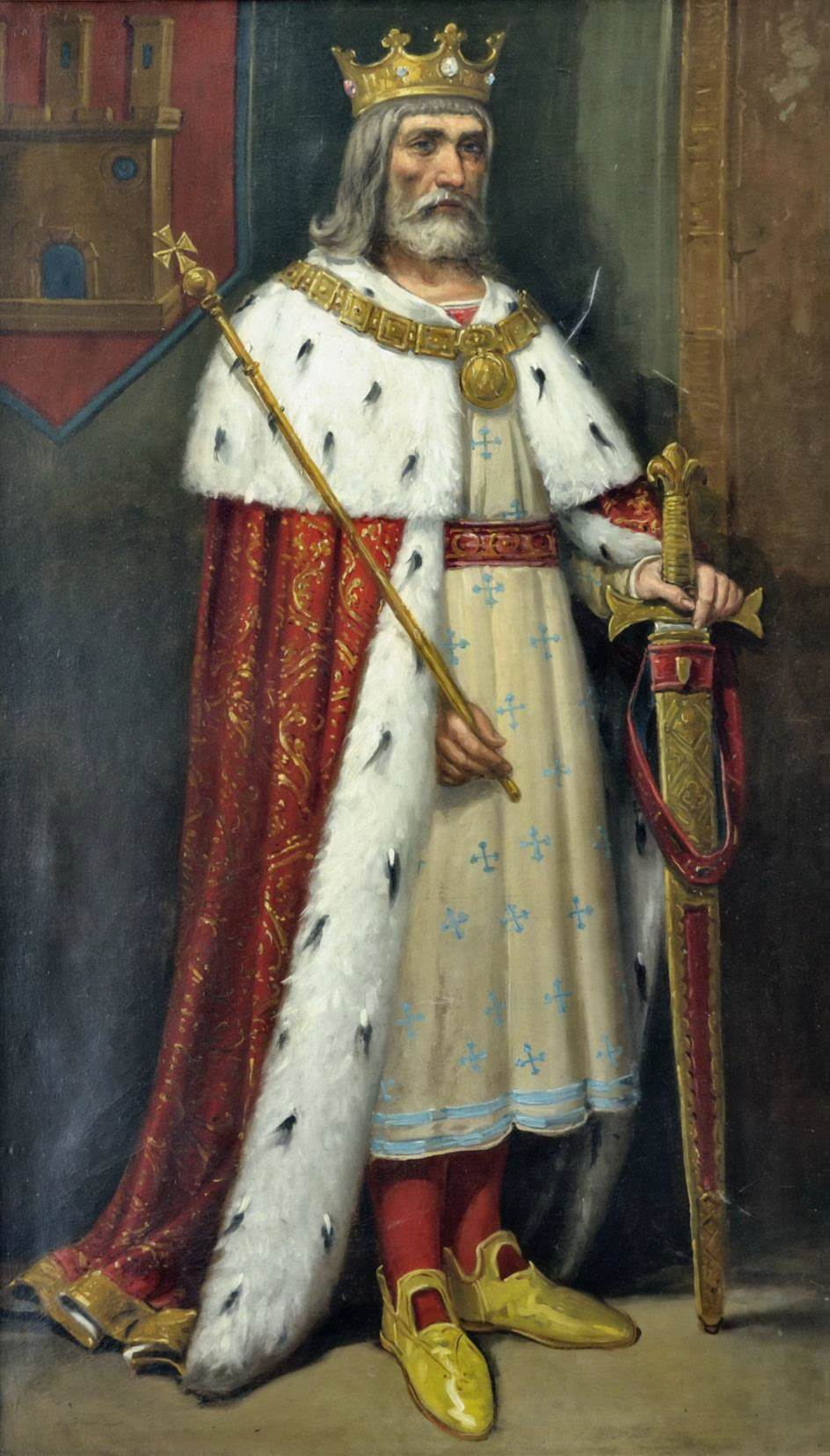
Альфонсо VIII   1158-1214  Король Кастилії
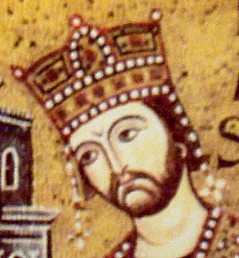
Вільгельм II Добрий  1166-1189  Король Сицилії
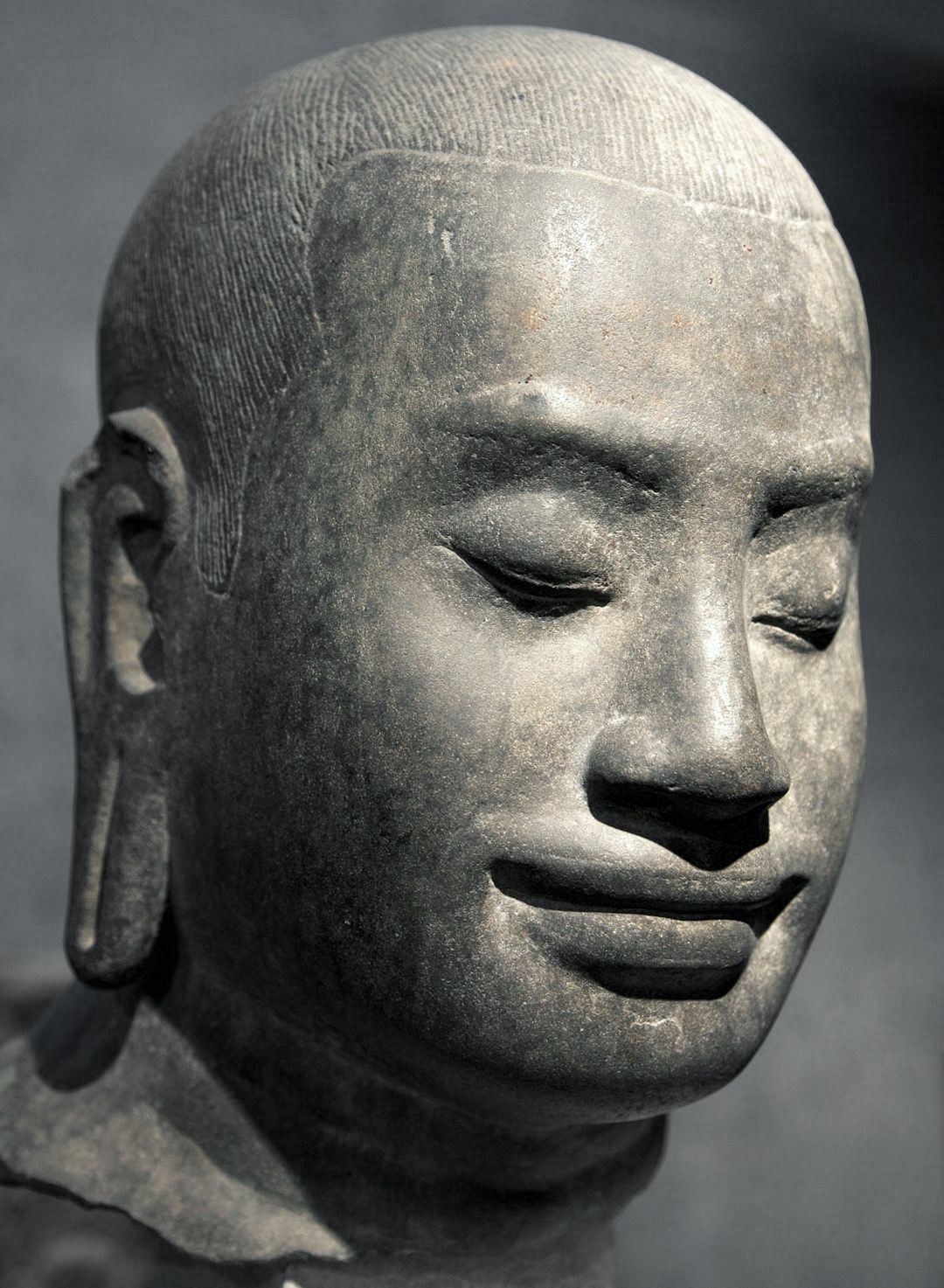
Джайаварман VII  1178-1218  Імператор Кхмерської імперії
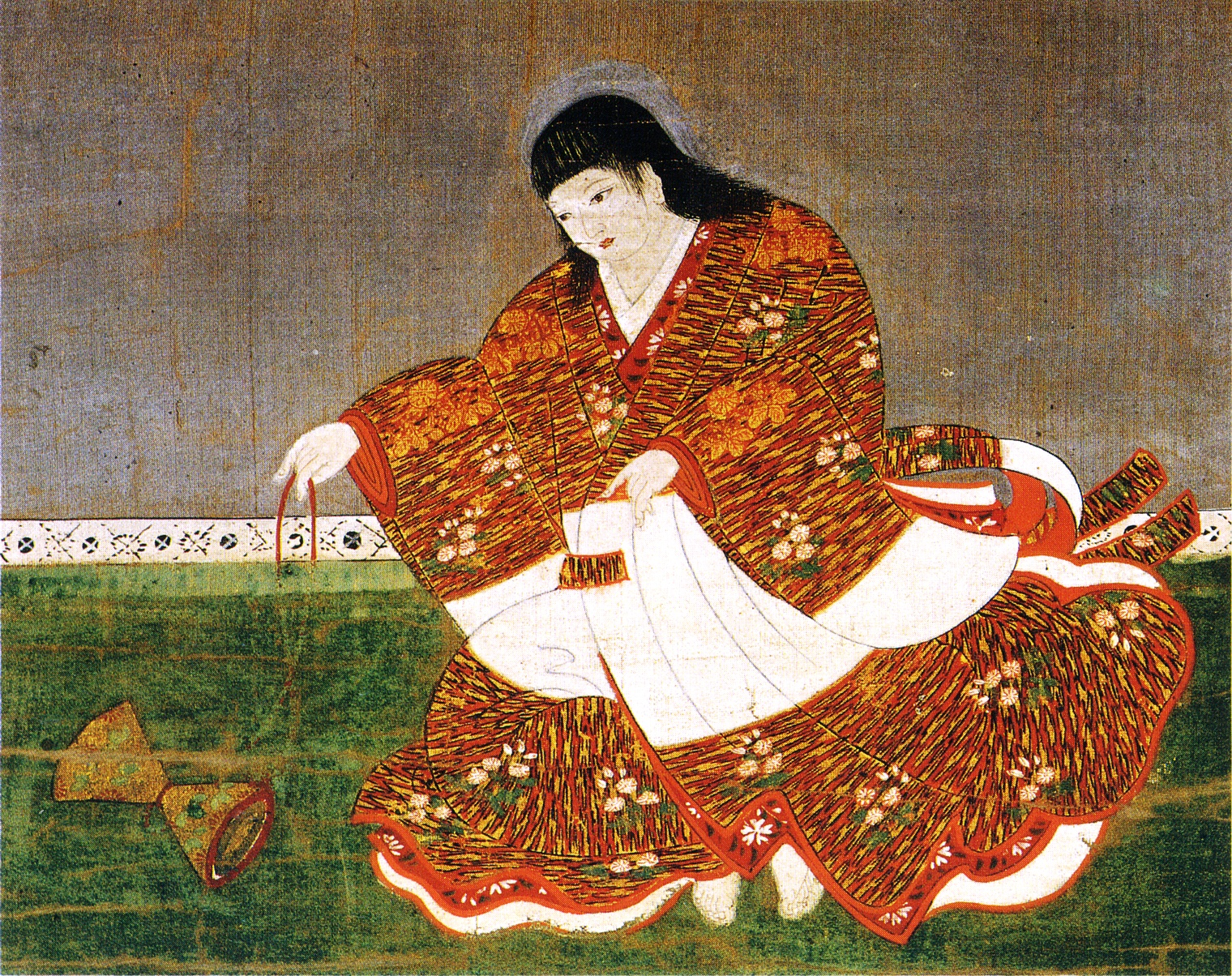
Антоку  1180-1185  Імператор Японії
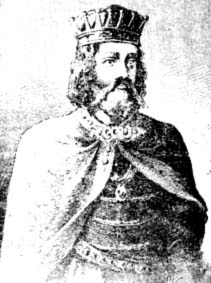
Стефан Неманя   1166-1196  Великий жупан Рашки
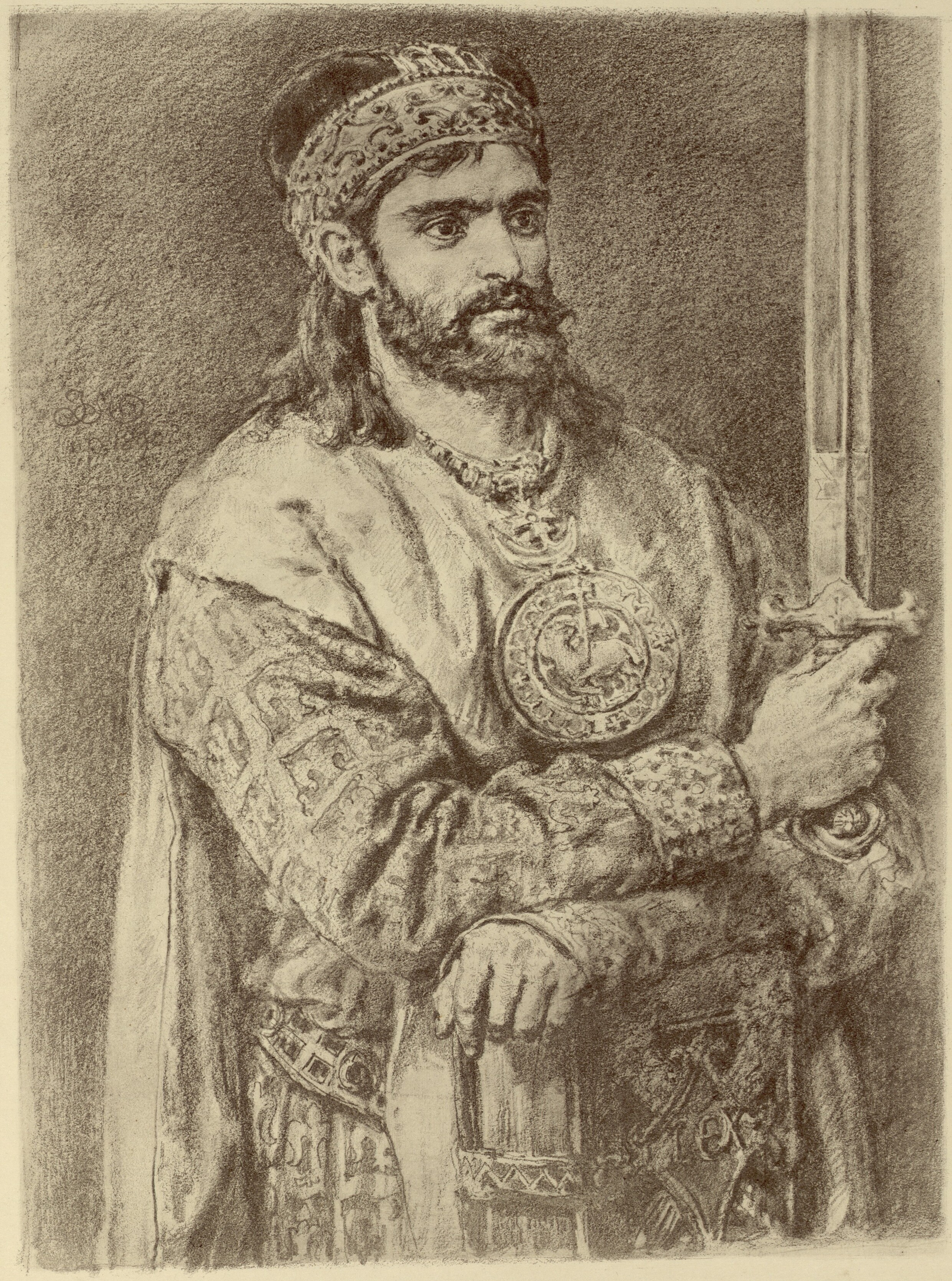
Казимир II Справедливий   1177-1194  Князь Краковський
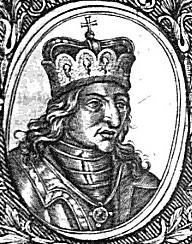
Фридрих (Бедржих)  1172-1173, 1178-1189  Князь Чехії
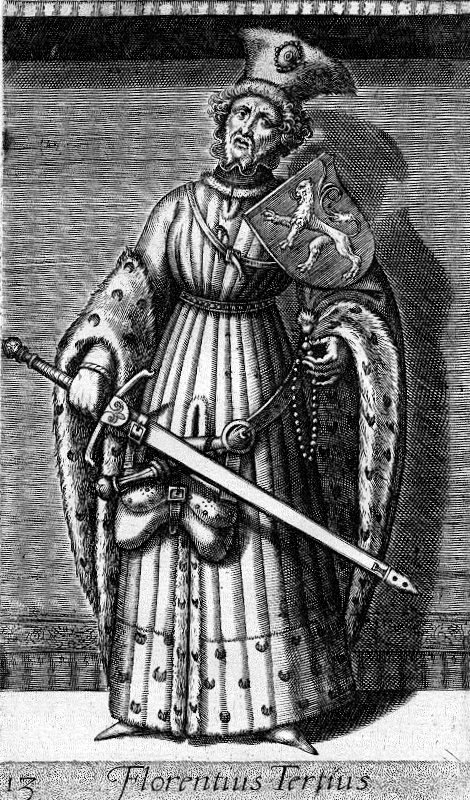
Флорис III  1157-1190  Граф Голландії
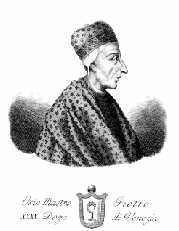
Оріо Мастроп'єтро   1178-1192  Дож Венеції
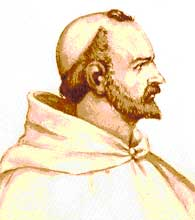
Луций III  1181-1185  Папа римський